# Хирсово (Шуменська область)
Хи́рсово (болг. Хърсово) — село в Шуменській області Болгарії. Входить до складу общини Никола-Козлево.

## Населення
За даними перепису населення 2011 року у селі проживали 307 осіб.
Національний склад населення села:
| Національність   | Кількість осіб | Відсоток |
| ---------------- | -------------- | -------- |
| турки            | 214            | 69,7%    |
| болгари          | 88             | 28,7%    |
| Всього відповіли | 307            |          |

Розподіл населення за віком у 2011 році:
Динаміка населення: